# III Giochi dell'Impero Britannico
I III Giochi dell'Impero Britannico si tennero a Sydney (Australia) tra il 5 ed il 12 febbraio 1938. Vi parteciparono 15 nazioni, per un totale di 464 atleti impegnati.

## Sport
I III Giochi dell'Impero Britannico hanno compreso le seguenti discipline sportive:
- Atletica leggera
- Lawn bowls
- Ciclismo
  -  Ciclismo su strada
  -  Ciclismo su pista
- Lotta
- Pugilato
- Scherma
- Tuffi
- Nuoto
- Canottaggio

## Nazioni partecipanti

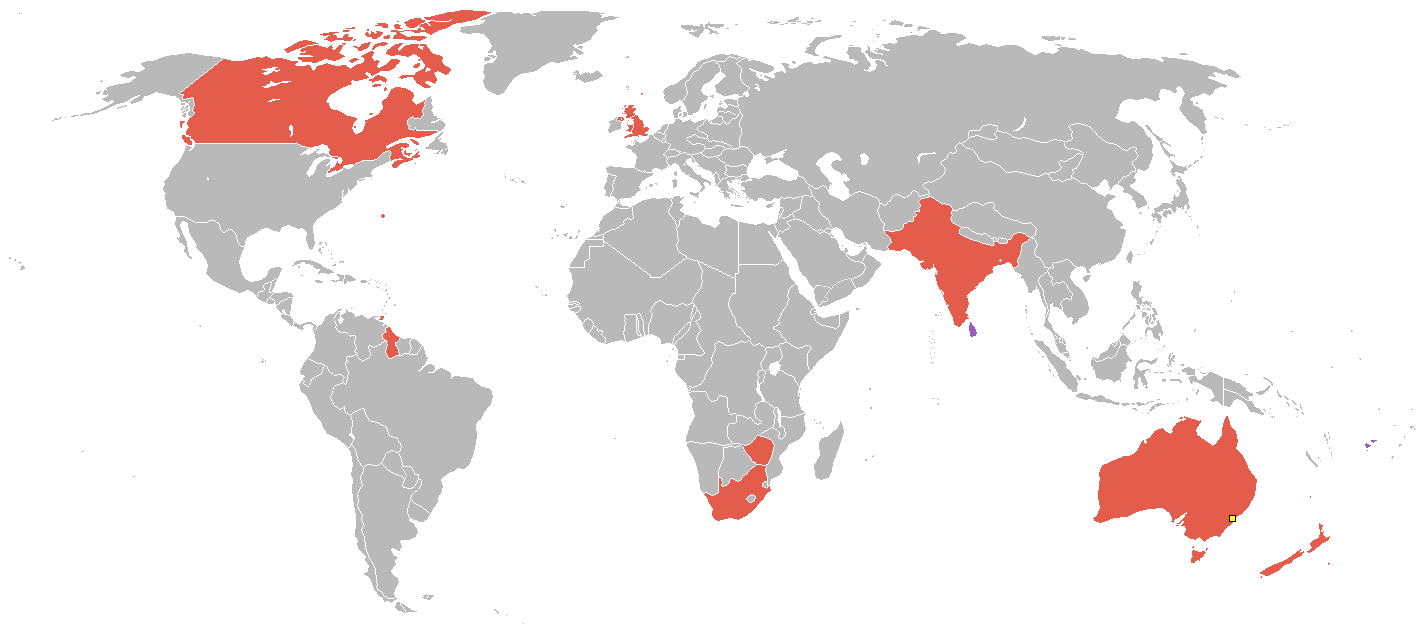
Paesi partecipanti

- Australia
- Bermuda
- Guiana britannica
- Canada
- Ceylon
- Inghilterra
- Figi

- India
- Nuova Zelanda
- Irlanda del Nord
- Rhodesia Meridionale
- Scozia
- Sudafrica
- Trinidad e Tobago
- Galles

## Medagliere
| Posiz. | Nazione              | Oro | Argento | Bronzo | Totale |
| ------ | -------------------- | --- | ------- | ------ | ------ |
| 1      | Australia            | 25  | 19      | 22     | 66     |
| 2      | Inghilterra          | 15  | 15      | 10     | 40     |
| 3      | Canada               | 13  | 16      | 15     | 44     |
| 4      | Sudafrica            | 10  | 10      | 6      | 26     |
| 5      | Nuova Zelanda        | 5   | 7       | 13     | 25     |
| 6      | Galles               | 2   | 1       | 0      | 3      |
| 7      | Ceylon               | 1   | 0       | 0      | 1      |
| 8      | Scozia               | 0   | 2       | 3      | 5      |
| 9      | Guiana britannica    | 0   | 1       | 0      | 1      |
| 10     | Rhodesia Meridionale | 0   | 0       | 2      | 2      |
| Totale | Totale               | 71  | 71      | 71     | 213    |